# Schergeshof
Der Schergeshof ist eine zum Ortsteil Frauensee der Stadt Bad Salzungen im Wartburgkreis in Thüringen gehörende Kleinsiedlung und besteht aus einem unter Denkmalschutz stehenden Gehöft und zwei benachbarten Wohnhäusern.

## Lage
Der Schergeshof liegt etwa zwei Kilometer südlich der Ortslage Frauensee an der Einmündung der Kreisstraße 106 in die Bundesstraße 84 (Abschnitt Dönges – Kieselbach). Die geographische Höhe des Ortes beträgt 260 m ü. NN.
Noch in Sichtweite befindet sich etwa 500 Meter nordwestlich der benachbarte Knottenhof.

## Geschichte
Der Schergeshof zählt zu einer Gruppe von etwa 20 Siedlungen, die seit dem 13. Jahrhundert im Umkreis des Zisterzienserinnenklosters Frauensee als Rodungen im Frauenseer Forst angelegt wurden. Am 27. März 1366 wurde das Gehöft erstmals urkundlich erwähnt. Die Mehrzahl dieser Kleinsiedlungen waren schon im 16. Jahrhundert, bei der Aufhebung des Klosters zur Wüstung geworden, so auch der Schergeshof. Nach der Niederschlagung des Bauernaufstandes von 1525 wurde das Kloster als Pfandbesitz vom hessischen Landgrafen Philipp der Großmütige beschlagnahmt, zugleich bestimmte er den Übertritt seiner neuen Untertanen zum protestantischen Glauben. Der eingesetzte Verwalter Michael Flach führte im Auftrag des Landgrafen die Säkularisation des Klosters durch. Im Jahr 1536 wurde das Kloster Frauensee für aufgelöst betrachtet, daraus entstand das Amt Frauensee als Exklave im Herrschaftsgebiet der sächsischen Herzöge. Ab dem späten 17. Jahrhundert wurden einige der verkehrsgünstig gelegenen Wüstungen neu aufgesiedelt, am Schergeshof befand sich eine Mühle am Schergesbach und ein kleines Gehöft. 1797 erhielt der Landarbeiter Scholl die Genehmigung ein neues Wohnhaus auf dem Schergeshof zu errichten. Es existierte bis 1973. 1803 wurde vom Bauern Mey ein weiteres Wohnhaus am Schergeshof errichtet.
Mit Stand vom 30. Juni 2009 wohnten 10 Einwohner in Schergeshof.